# براد ماي
براد ماي هو لاعب هوكي الجليد كندي، ولد في 29 نوفمبر 1971 في تورونتو في كندا.

## وصلات خارجية
- الموقع الرسمي
- براد ماي على موقع دوري الهوكي الوطني (الإنجليزية)
- براد ماي على موقع قاعة مشاهير الهوكي (لاعب أن.إتش.أل) (الإنجليزية)
- براد ماي على موقع EliteProspects.com (الإنجليزية)
- براد ماي على موقع HockeyDB.com (الإنجليزية)
- براد ماي على موقع Hockey-Reference.com (الإنجليزية)